# Банска влада
Банска влада је била управни орган у Хрватској и Славонији. Формирана је 1. јула 1850, преузевши функције и овлашћења Банског вијећа.
Она је била потчињена аустријској влади у Бечу, а у њеној надлежности били су послови које јој је повјеравало поједино министарство аустријске владе. Банска влада дјеловала је до 1854. године када је замијењена Царским и краљевским намјесништвом.